# Ерісвіль
Ерісвіль (нім. Eriswil) — громада  в Швейцарії в кантоні Берн, адміністративний округ Верхнє Ааргау.

## Географія
Громада розташована на відстані близько 34 км на північний схід від Берна.
Ерісвіль має площу 11,3 км², з яких на 6,5% дозволяється будівництво (житлове та будівництво доріг), 67,4% використовуються в сільськогосподарських цілях, 25,9% зайнято лісами, 0,2% не є продуктивними (річки, льодовики або гори).

## Демографія
2019 року в громаді мешкало 1374 особи (+1,3% порівняно з 2010 роком), іноземців було 4,7%. Густота населення становила 121 осіб/км².
За віковим діапазоном населення розподілялося таким чином: 21,1% — особи молодші 20 років, 56,2% — особи у віці 20—64 років, 22,7% — особи у віці 65 років та старші. Було 576 помешкань (у середньому 2,3 особи в помешканні).
Із загальної кількості 433 працюючих 160 було зайнятих в первинному секторі, 87 — в обробній промисловості, 186 — в галузі послуг.